# Драбина

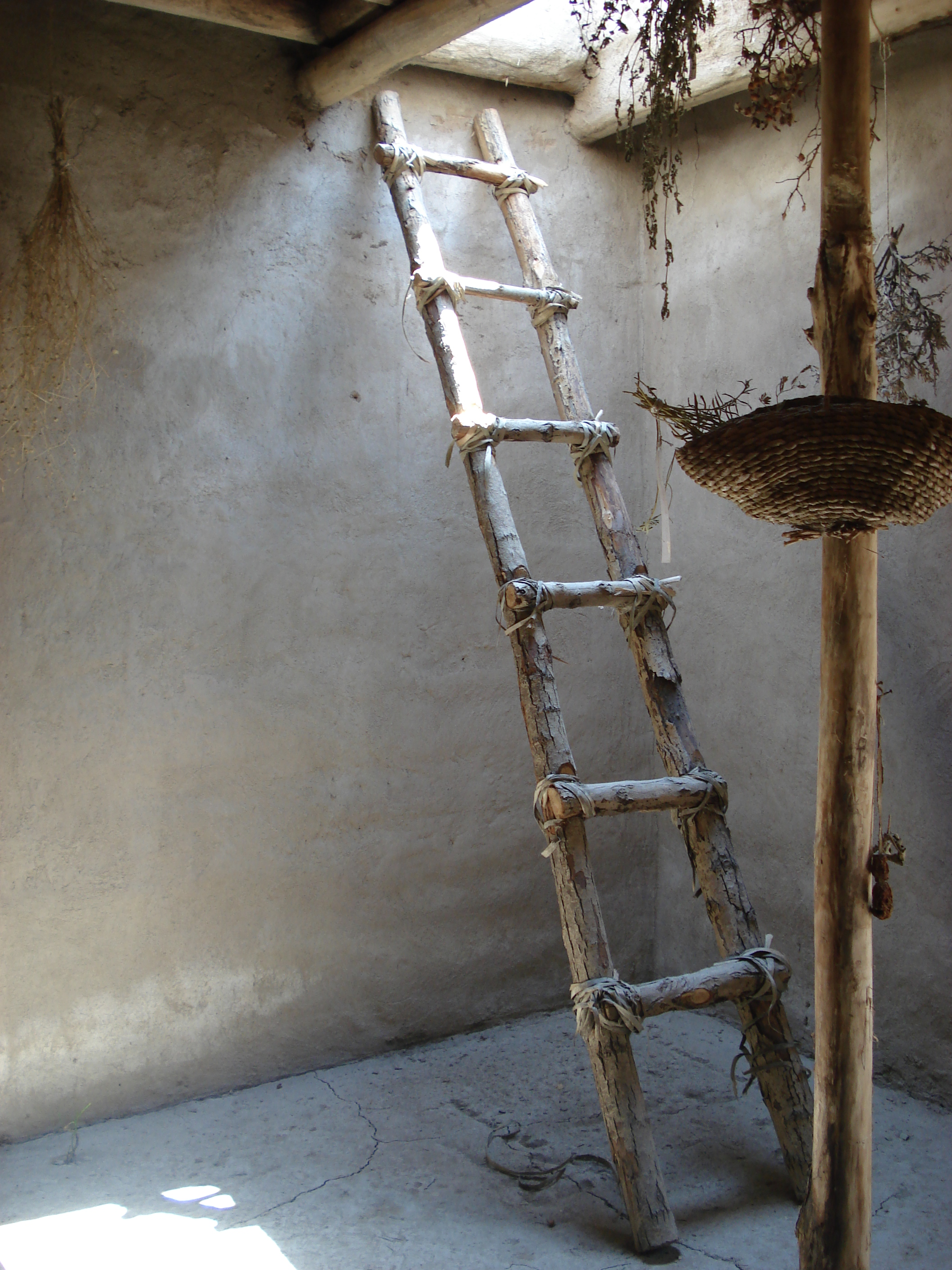
Реконструкція старовинної драбини

Драби́на (прасл. *drabъ, *drabina) — пристрій з двох поздовжніх жердин, скріплених рядом поперечок, які називаються щабля́ми. Використовуються для піднімання-опускання куди-небудь. Драбини також можуть бути мотузковими, де основа (рідше і щаблі) зроблені з мотузок, а також у вигляді вертикального ряду скоб у стіні (скобтрапи).

## Історія
Перше зображення пристрою, подібного до драбини, знайдено у печері часів мезоліту (близько 10 000 років тому) в районі Валенсії, в Іспанії. На стіні були зображені дві оголені людини, що лізуть з якимись кошиками по, найімовірніше, зв'язаній з трави драбині.

## Класифікація
Драбини класифікуються за способом улаштування (стаціонарні, переносні); за матеріалом виготовлення (дерев'яні, металеві, мотузкові); за конструктивним виконанням (приставні (одноколінні, багатоколінні — розсувні, розбірні), навісні, стрем'янка).
Під час ліквідації аварій, пожеж та в інших випадках, де виникає небезпека для життя людини та руйнування споруд (обладнання), використовуються автомеханічні драбини.

## Конструкції

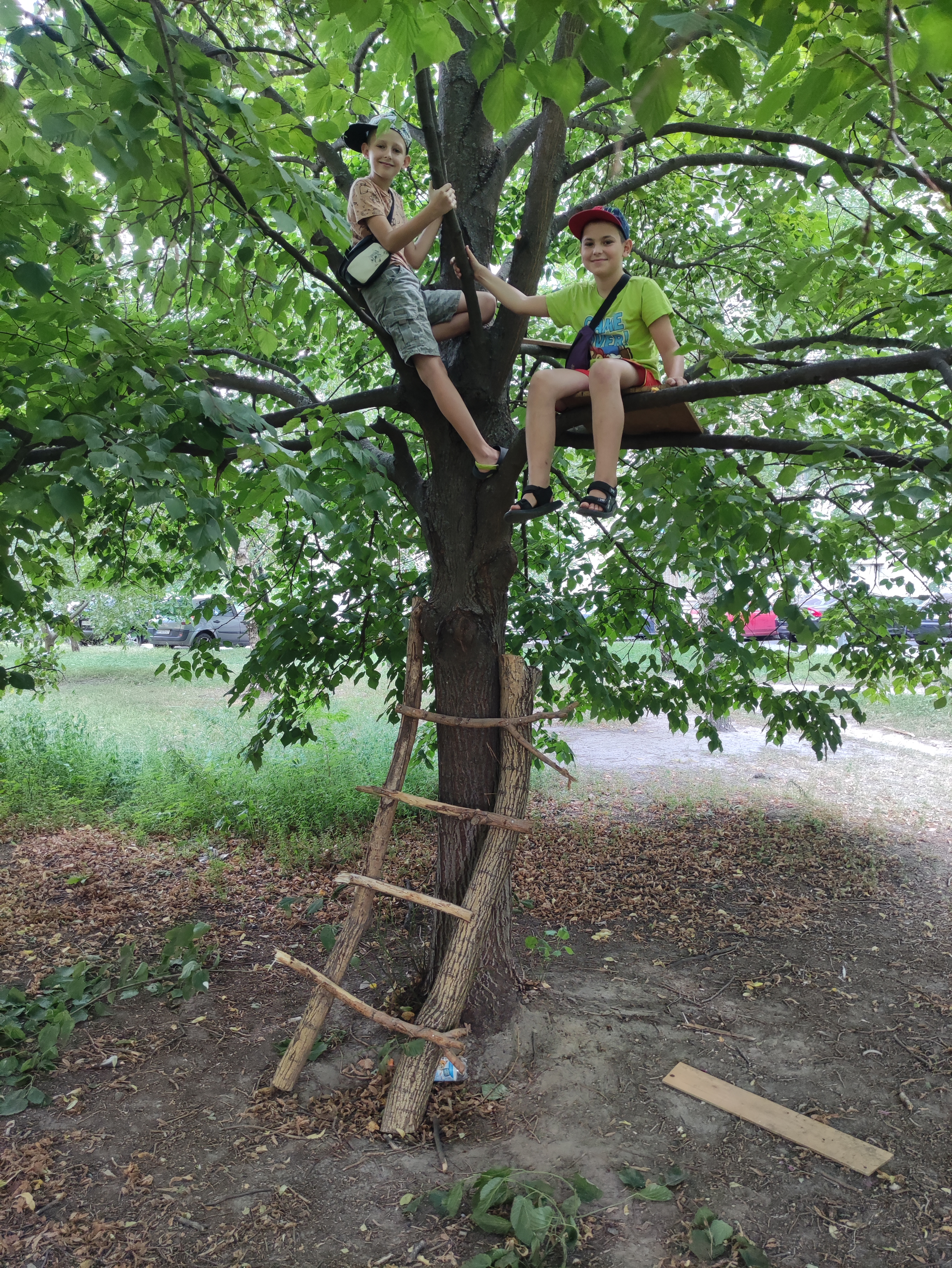
Діти, які залізли на дерево по спорудженій ними приставній драбині

- Приставна драбина — дві поздовжні жердини з міцного матеріалу (як правило залізо або дерево) з'єднані між собою деякою кількістю поперечок (щаблів, сходів).
  - Драбина-дошка — драбина у вигляді дошки з набитими впоперек дошками чи брусками.
- Розсувна драбина — розсувна драбина складається з двох частин, з'єднаних у верхній частині спеціальним металевим шарніром, який фіксує «П» положення при максимальному розсуванні і застерігає від самовільного розсування. Якщо шарніра немає, то робоче положення розсувної драбини фіксується двома металевими гачками. Драбиною можуть бути як обидві, так і одна з частин. Розсувні драбини іноді називаються «стрем'янками»[5] (рос. стремянка від діал. строма — «палиця з гілками»)[6]. Деякі посібники пропонують вживати замість росіянізма українське «ступанка»[7] (втім, словники тлумачать «ступанку» як «сходи з ряду східців»)[8][9].
  - А-подібна драбина — легка пересувна драбина з опорами, призначена для збирання плодів з дерев, ремонту квартир тощо.
- Пожежна драбина
  - Драбина-штурмівка — ручна пожежна драбина з гаком для підвішування на опорній поверхні. Навішують гаками або на конструкції, або на нижній щабель драбини, розташованої вище. Нижню частину кожної драбини прив'язують.[10]
  - Драбина-палиця — ручна пожежна драбина, яка складається шляхом зсовування жердин за рахунок повороту щаблів[11].
  - Висувна пожежна драбина — ручна пожежна драбина, яка складається з декількох телескопічно пересувних під дією канатної тяги колін[12].
  - Пожежна автодрабина — пожежний автомобіль зі стаціонарною механізованою висувною та поворотною драбиною.[12] Призначення автодрабини — підйом пожежно-технічного обладнання, можливість прокладання там рукавних ліній та евакуація людей. Розкладається вона з допомогою спеціального агрегату, встановленого на самій автомашині.[13]
- Мотузкова драбина — драбина, де замість жердин з міцного матеріалу використовуються мотузки. Найчастіше мотузкові драбини застосовують у мореплавстві (де вони відомі як штормтрапи, для підіймання на щогли — ванти).

## Правила безпеки
Перевірити справність драбини. Чи всі елементи справні, чи не гнилі дошки (в дерев'яній драбині), мотузки і т. д. Періодично переставляти ноги і руки, спочатку руку потім ногу. Обов'язково перевірити щоб драбина стояла на міцній і не сипучій підлозі. Бажано щоб хтось притримав її.

### Приставна драбина

#### Кріплення
Більше половини нещасних випадків, пов'язаних з використанням приставних драбин, відбуваються у результаті зісковзування драбини внизу або вгорі. Тому необхідно завжди переконуватися, що опорні жердини драбини розташовані на твердій і рівній поверхні. Якщо поверхня нерівна, у жодному разі не можна підпирати одну з жердин клином. За можливості потрібно або вирівняти поверхню, або заглибити саму опорну жердину в землю. Якщо земля дуже м'яка, потрібно підкласти дошку. Не можна ставити драбину так, аби вона всією вагою опиралася на свій нижній щабель, — драбина повинна спиратися тільки на свої опорні жердини.
Верхня частина драбини, також повинна бути приставлена до твердої поверхні. Верх драбини слід закріпити за допомогою мотузок або дроту — під час кріплення, хто-набудь має притримувати драбину знизу. Якщо кріплення вгорі неможливе, драбину слід закріпити внизу, прив'язавши до завчасно вбитих у землю кілків, або підперши опорні жердини яким небудь великоваговим предметом, з відповідним розміром, наприклад мішками з піском. Якщо ж ні той ні інший спосіб неможливі, потрібен напарник, який буде стояти внизу біля основи драбини притримуючи та запобігаючи її зісковзуванню, у той час як ви будете працювати на ній, але цей захід ефективний тільки при довжині драбини не більше 5 метрів. Напарник має стояти обличчям до драбини, тримаючи її обома руками за опорні жердини і поставивши одну ногу на нижній щабель. Важливо пам'ятати головне — перед тим як підніматися на драбину, потрібно переконатися, що вона надійно закріплена вгорі або внизу.

## Інше
- Драбинами чи полудрабками називаються і бокові частини воза або саней, зроблені з поздовжніх і поперечних жердин, а також решітчасті елементи ясел[2].

## Зображення

Приставна драбина
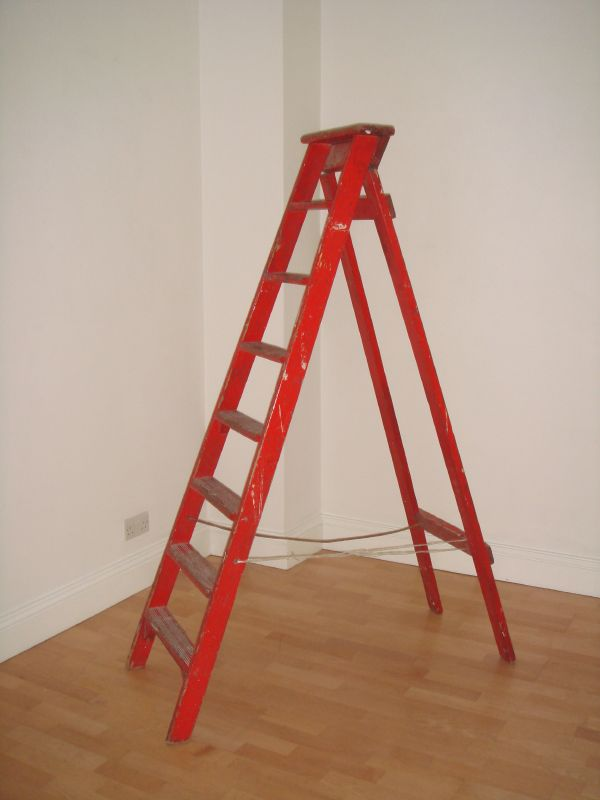
Розсувна драбина
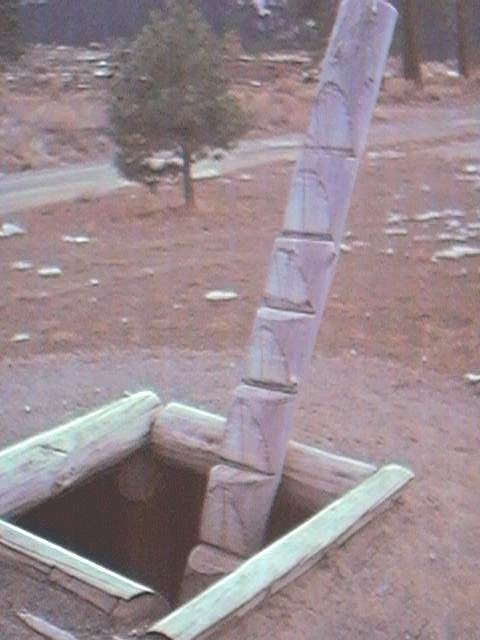
Драбина — дошка
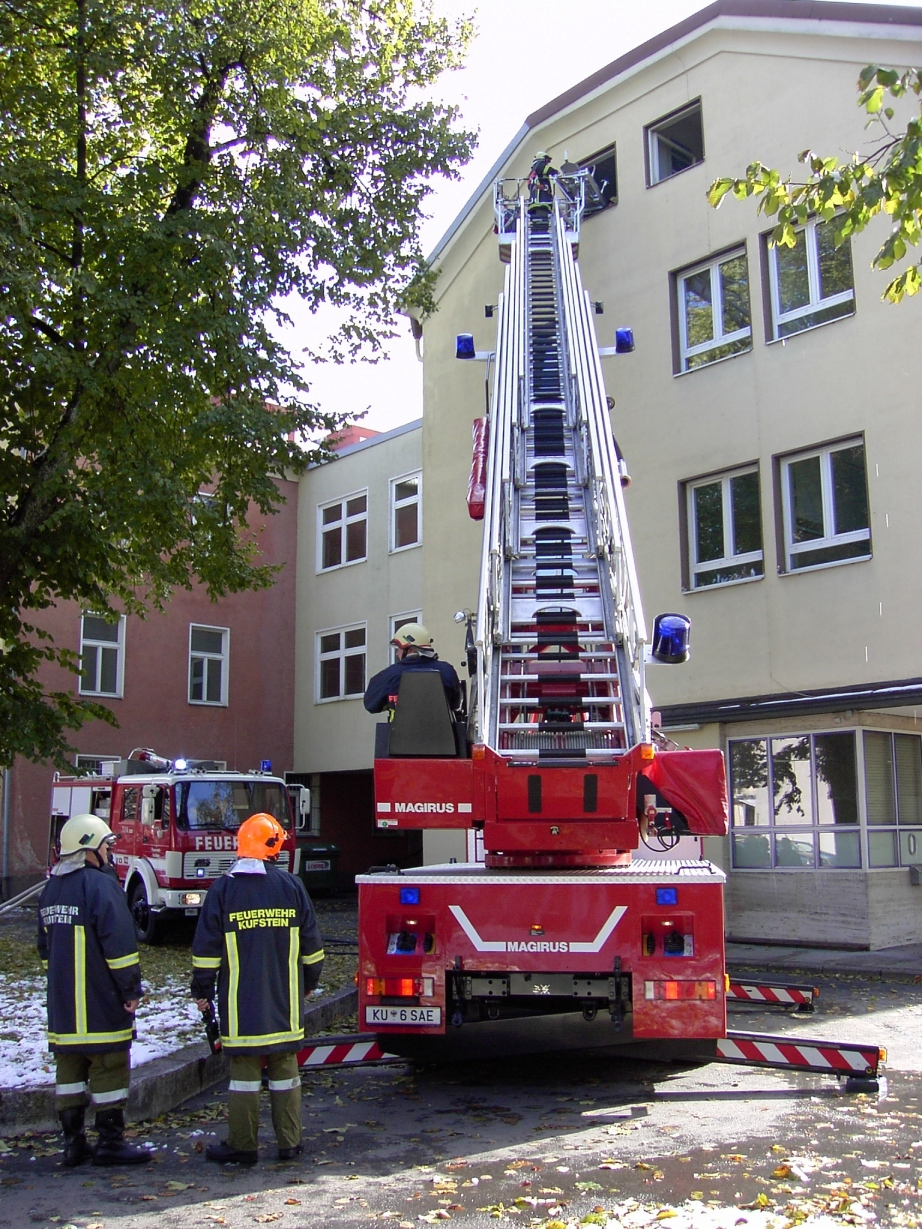
Пожежна автодрабина
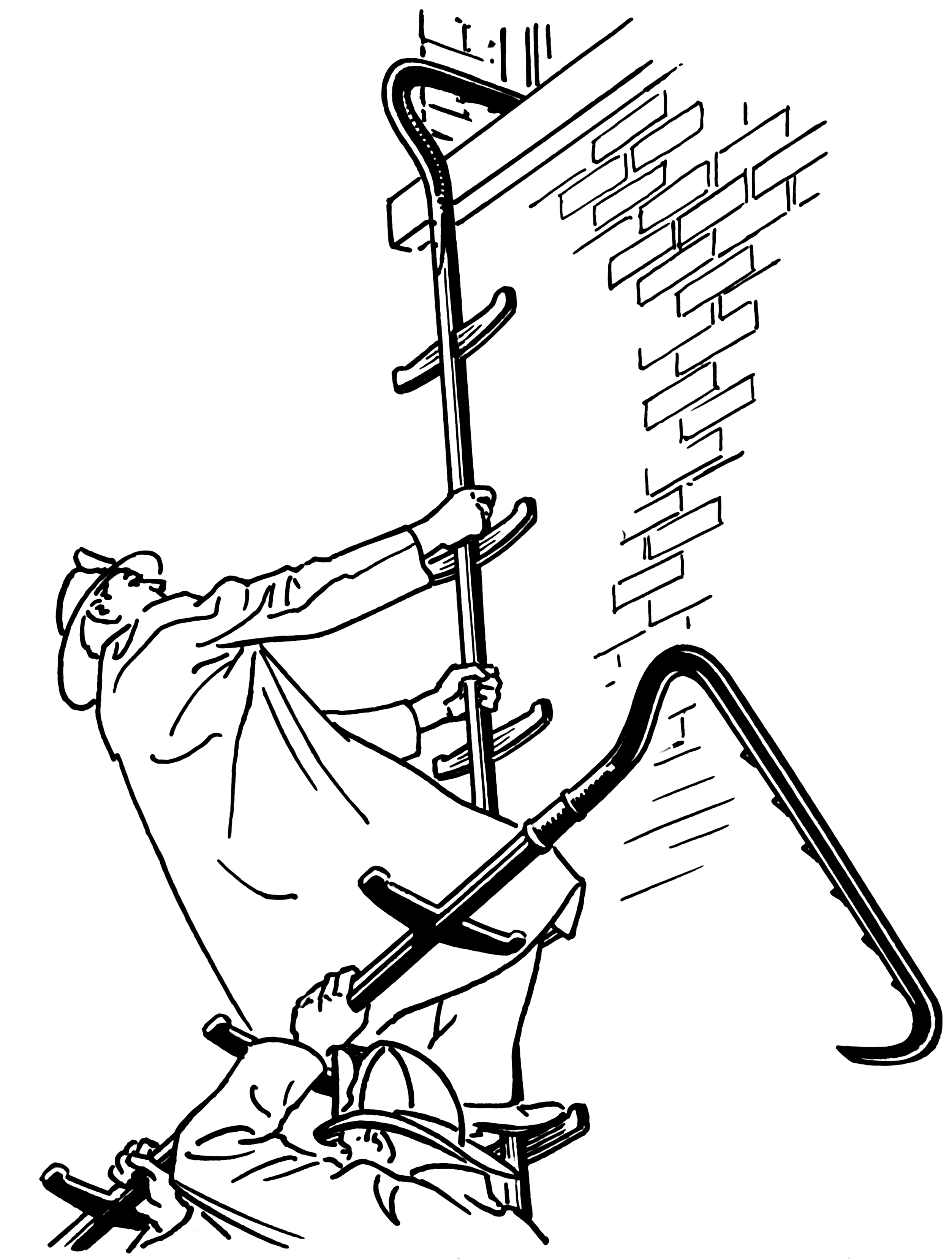
Один з найперших варіантів драбини — штурмівки
Знак пожежної драбини